# Корабель

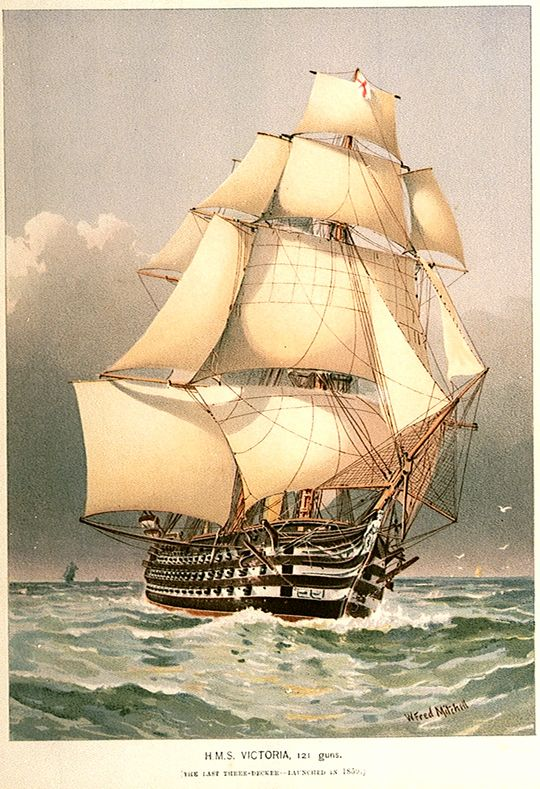
Лінійний корабель HMS «Вікторія», 1859

Корабе́ль (від грец. κάραβος, κάραβι — корабель, судно) — узагальнювальний морський термін, який вживається паралельно з терміном судно, але не повний його аналог.

## Термін

### Етимологія
Українське слово корабель походить від прасл. *korabjь/*korabъ, де вставне [l] пояснюється йотацією попереднього [b], а випадне [e] — епентезою після занепаду редукованих. Походження праслов'янського слова остаточно не з'ясоване, здебільшого розглядається як давнє (з огляду на наявність [b] на місці β) запозичення з грецької мови: від грец. κάραβιον («корабельний човен, шлюпка»), звідки походить візантійське і новогрецьке κάραβι («корабель, судно»). Слово κάραβιον є характерним для елліністичного койне (значення якого змінилося вже в праслов'янські часи) демінутивним утворенням від κάραβος («вид легкого судна»), до якого зводяться також араб. قارب, каріб («човен»), нар.-лат. carabus, порт. cáravo (звідки й caravela — «каравела»), ісп. cárabo, італ. caravella. Грецьке слово виводять від зоологічного терміна κάραβος («краб»): можливо, через те, що в греків вантажні судна, на відміну від швидкохідних «довгих» кораблів, мали округлу форму. Висловлювалася думка і про фракійське або тюркське посередництво при запозиченні грецького слова до слов'янських. Проблемою найпоширенішої гіпотези походження від грец. κάραβιον є те, що перехід дзвінкого проривного [b] у дзвінкий спірант [v] у грецькій мові відбувався вже з I ст. н. е., тоді як найдавніші письмові згадки слов'янських слів з пом'якшеним [b] (староцерк.-слов. корабь) датуються тільки X століттям, окрім того, у самій грецькій мові слово κάραβος у значенні «вид легкого судна» засвідчується лише з VII ст., доти воно вживається тільки в значенні «краб». З огляду на це висувалися версії і питомо слов'янського походження: пов'язання з пра-і.є. *(s)ker- («різати, рубати»), гіпотеза спорідненості з болг. коруба («порожнисте дуплисте дерево, дупло»), пов'язаним з прасл. *(s)karuba («шкаралупа, кора»), зближення прасл. *korabjь з *korbьji, *korbъ («короб»), *kr̥banъ/*kr̥banjь («коробка», «посудина», «дзбан»). Висувалася і необґрунтована версія походження грец. κάραβιον із слов'янських мов.

### Загальна характеристика
В епоху вітрильного флоту кораблями називалися усі мореплавні засоби, за винятком маломірних (у СУМ-11 слово тлумачиться як «велике морське судно»). Найчастіше, однак, під кораблем розуміли великий бойовий вітрильник, що мав не менше трьох щогл з повним вітрильним оснащенням. З XX століття кораблями прийнято називати тільки військові плавзасоби (вони називаються також військовими кораблями) та цивільні вітрильники з 3-5 щоглами.
Сьогодні у більшості випадків під кораблем розуміється військовий корабель — судно, яке має озброєння та інші технічні засоби для виконання бойових завдань, має військовий екіпаж і входить до складу військово-морських сил.
У Великій Британії і країнах Британської Співдружності в наш час під поняттям «корабель» (англ. ship) розуміють будь-яке велике морське судно з водотоннажністю понад 500 тон (на відміну від маломірних суден прибережного плавання — англ. boat) незалежно від відомчої належності. В українській військово-політичній і науково-технічній лексиці щодо суден цивільного флоту (рибальських, вантажних, пасажирських та інших) термін «корабель» не вживається.

## Еволюція кораблів

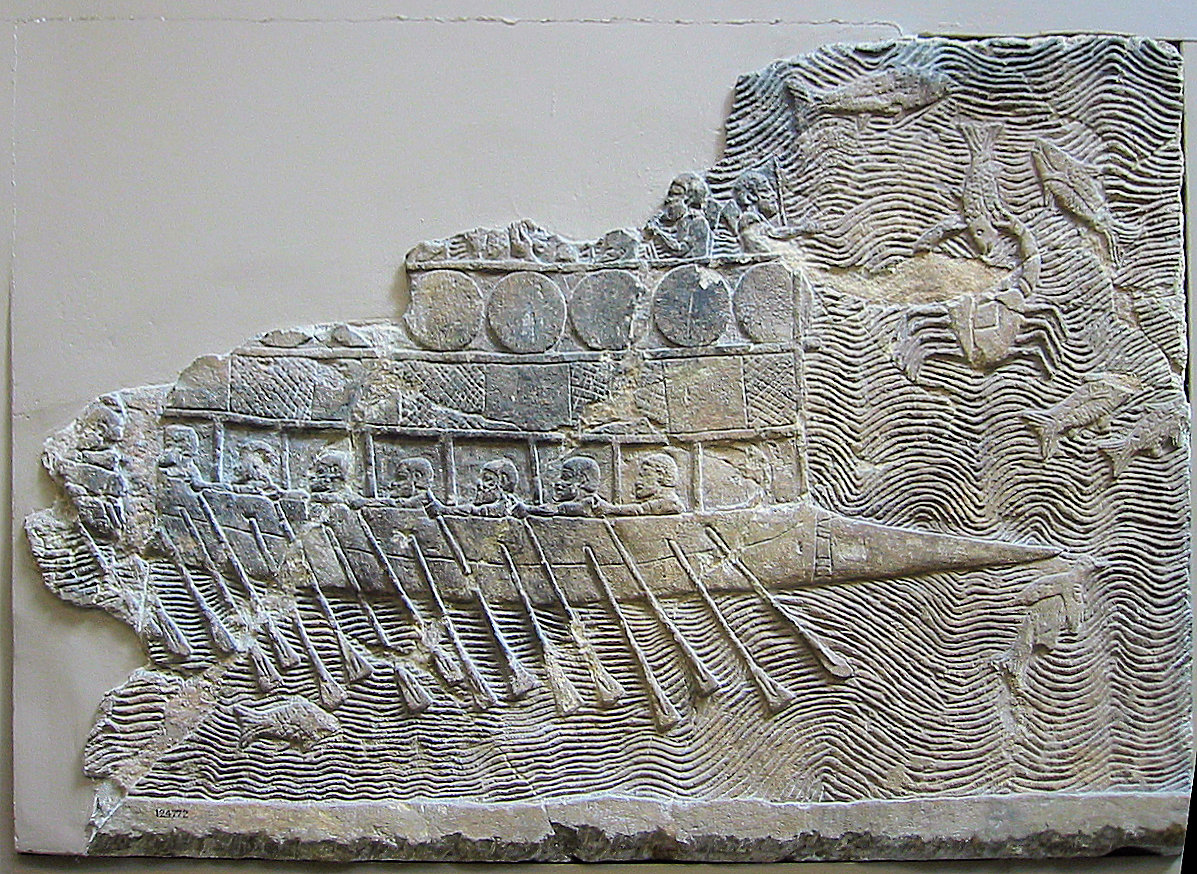
Ассирійський військовий корабель, VII століття до н. е.

Кораблі як засоби для торгових комунікацій, дослідження нових земель відомі з давніх-давен. Вже в античні часи єгиптяни, фінікійці, греки, римляни та інші народи використовували кораблі не тільки для торгівлі і мандрівок, а і як військову техніку.
Історію кораблебудування і військово-морської справи прийнято ділити на п'ять етапів:
- період галерних (гребних) флотів;
- період вітрильних флотів;
- період парових броненосних флотів;
- період флотів різнорідних сил (інколи — епоха авіаносців);
- період ракетно-ядерних флотів.

При цьому кожен з періодів може складатися з декількох етапів в залежності від підходів до способів ведення війни на морі що тоді існували і, відповідно, конструкцій і озброєння кораблів.

### Ера галерних флотів
Судна періоду галерних (або гребних) флотів ділилися на довгі і короткі: перші були бойовими кораблями, другі — торговими суднами і кораблями забезпечення. На коротких суднах, які через форму корпусу також називали «круглими», які рухалися в складі бойового флоту, перевозили десант, провізію, питну воду та інші необхідні для бою вантажі.

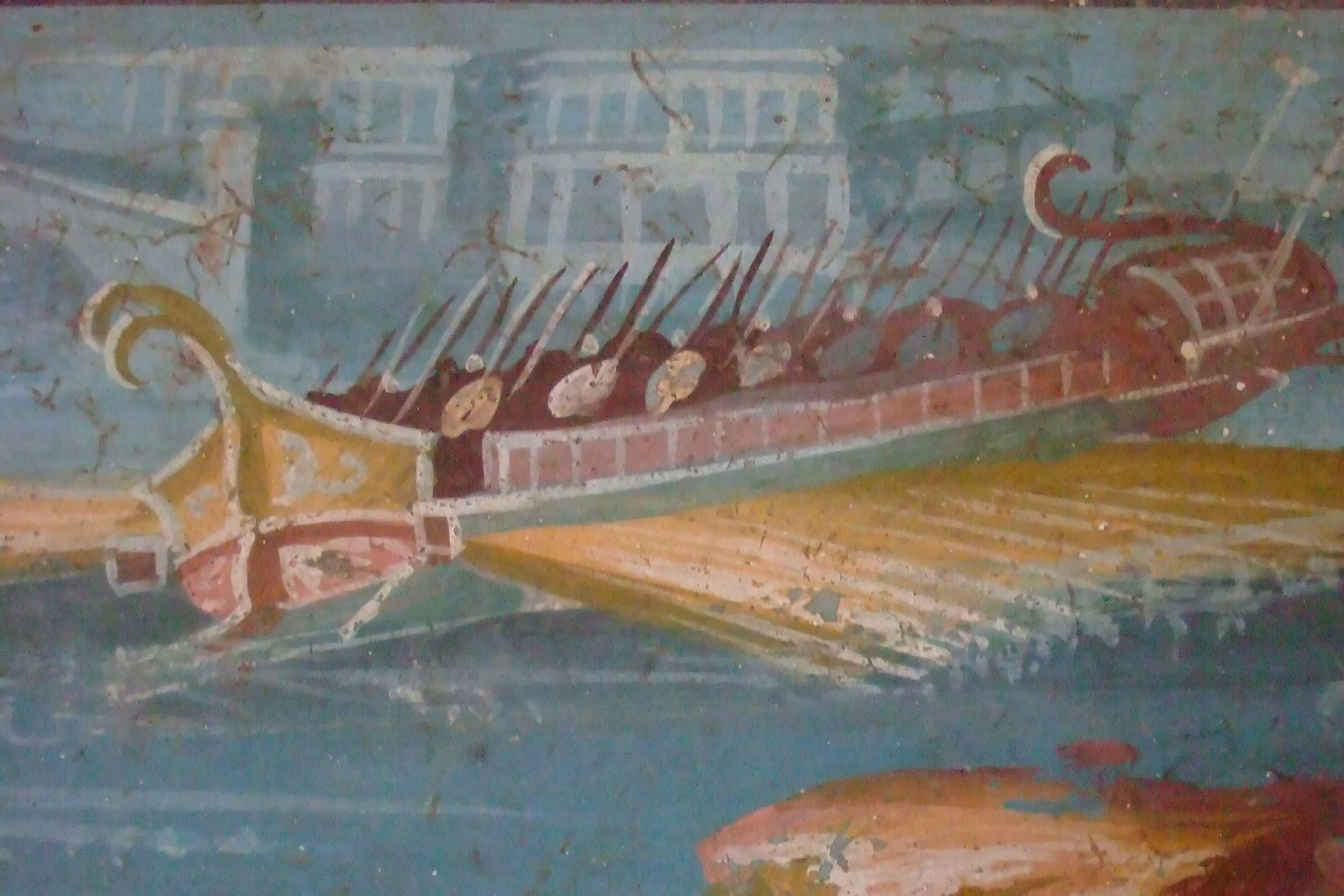
Трієра на фресці в Помпеї, I століття н. е.

Довгі, тобто бойові, кораблі будувалися максимально полегшеними аби підвищити їх маневреність і швидкість. Головним рушієм довгих суден було весло, коротких — вітрило. При зустрічному вітрі та в штиль короткі судна буксирувалися бойовими кораблями.
Довгі часи головним озброєнням корабля був таран, виготовлений з міцної деревини і нерідко обшитий металом. Найбільш розповсюдженими кораблями античності були триреми (трієри), тобто судна, що мали три ряди веслярів. В грецькі часи головним тактичним прийомом був таранний удар, римляни хоч і не відмовилися від тарану, але більше покладалися на абордаж та перестрілку, в той час як для греків це були суто допоміжні види бою.
Не зважаючи на те, що з X століття почали будуватися судна з вітрильним озброєнням, галерний флот довгий час залишався основою бойових флотів: через недосконалість вітрильного озброєння вітрильники залишалися маломаневреними. Починаючи з X століття основними бойовими суднами стали галери і схожі з ними за характеристиками гребно-вітрильні судна (шведська галера, венеційська галера, скампавея). Одним з різновидів малих безпалубних галер була козацька чайка. На галерах стали встановлювати артилерію.
«Золотим віком» галерних флотів вважається період XVI—XVII століття. Гребні галери залишалися на озброєнні флотів аж до XVIII століття. Однак для збільшення потуги артилерії як основного засобу ураження слід було збільшити розміри і тоннаж кораблів, тобто створити корабель нового типу.

### Епоха вітрильних кораблів
Перехідна епоха від гребних до вітрильних кораблів тривала близько сторіччя з першої половини XVI століття до початку XVII століття.

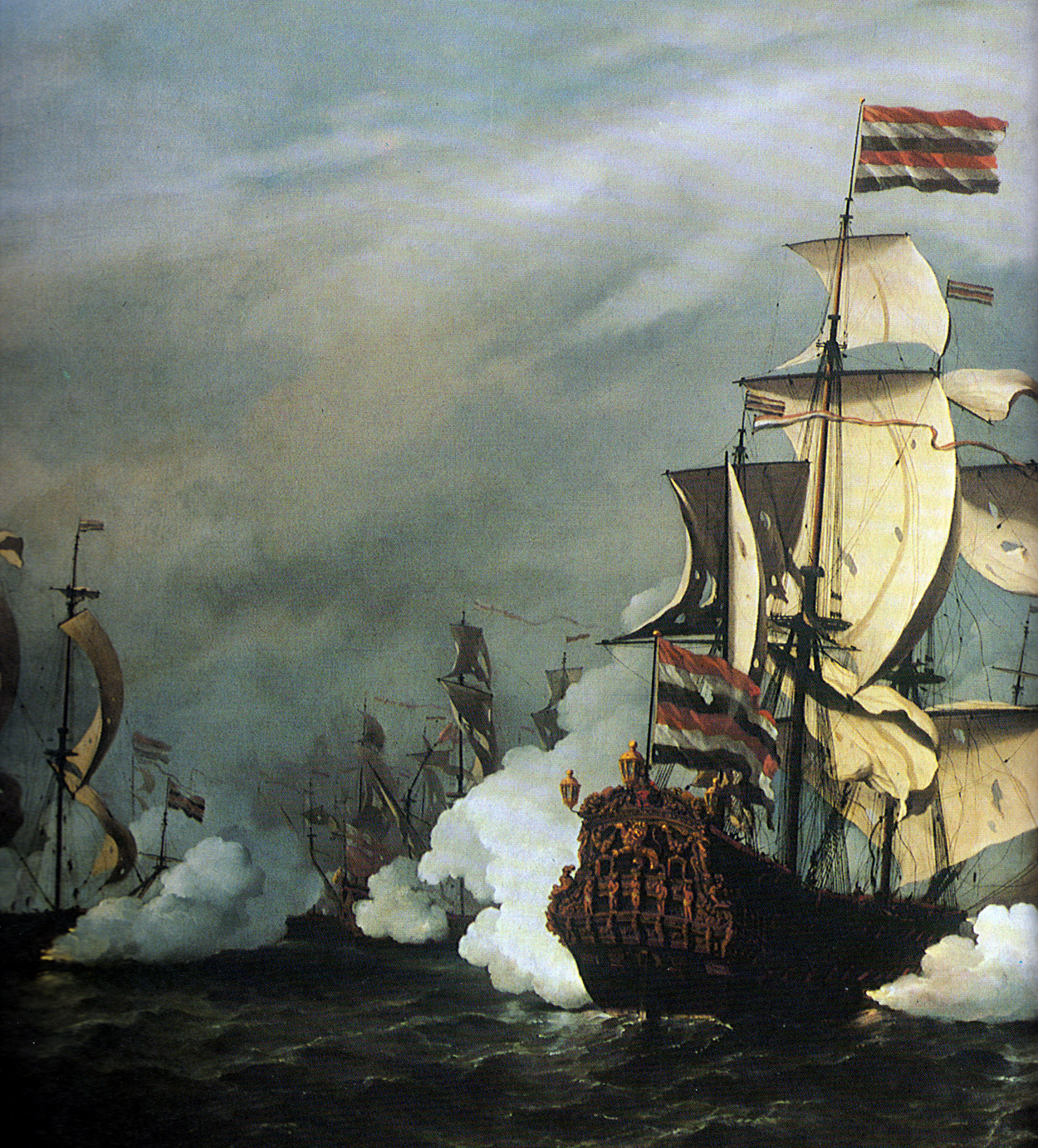
Лінійний бій. Картина художника Віллема ван де Вельде «Битва при Текселі 11 серпня 1673 року»

З XIV століття в Європі почалася ера розвитку кораблебудування, чому дав великий поштовх винахід компаса. У цьому ж столітті виник новий вид суден — галеони, основним рушієм яких стали вітрила. У XIV—XV століттях галеони входили до складу флотів Іспанії, Англії, Голландії.
На початку XVI століття були винайдені гарматні порти, що мало також величезний вплив на розвиток військового кораблебудування. В XVI—XVIII століттях іспанські і голландські кораблі панували на океанських просторах. На початку артилерія вважалася допоміжним засобом ураження: бій починався з застосуванням артилерії на етапі зближення. В ближньому бою основним тактичним прийомом був абордаж.
Оскільки основна увага приділялася збільшенню потужності бокового вогню, кормові і носові надбудови ставали меншими, що позитивно вплинуло на маневреність кораблів. В основі створення кораблів, які в подальшому отримали назву лінійних, була покладена конструкція розвинутого галеона. Основними напрямками розвитку корабля стало покращення обрисів корпусу і парусності, розташування гарматних портів у дві-три батарейні палуби вище ватерлінії, введення шпилів для підйому якорів, обшиття підводної частини корпусу мідними листами.
На розвиток кораблебудування і тактики морського бою в цей період значний вплив мали англо-голландські війни XVII—XVIII століть. Саме в цей період з'явилися основні типи бойових вітрильних кораблів і суден забезпечення, а також виникла тактика лінійного бою. З кораблів почали формувати ескадри, а основним бойовим строєм став лінійний стрій кільватерної колони. У бойову лінію входили великі лінійні кораблі. Менші кораблі — фрегати — використовувалися для розвідки, ще менші — корвети, бриги та ін. — були посильними суднами. До складу флоту входили також брандери, бомбардирські кораблі, транспорти та допоміжні судна.
З появою парових броненосних кораблів епоха вітрильного флоту дійшла кінця.

### Період парових броненосних флотів
Перші парові броненосні кораблі (панцерники, броненосці) з'явилися під час Кримської війни 1853–1856 років. Це були французькі броненосні плавучі батареї, побудовані з деревини. Але вони мали броню товщиною до 35 см покладену на дерев'яну підкладку. На батареях крім вертикального бронювання застосовувалося і горизонтальне — тонкі бронелисти прикривали палубу над закритою батареєю. Вперше плавбатареї були використані при морському бомбардуванні російської фортеці Кінбурн (докладніше див. Кінбурнська баталія (1855)). Берегові батареї фортеці виявилися безсилими проти броньованих суден.

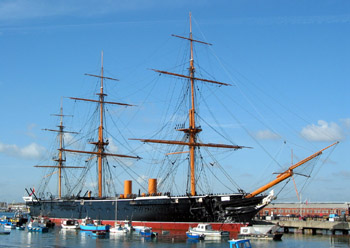
Броненосець HMS «Воріор» (1860)

Незабаром після Кримської війни броньовані плавбатареї почали будувати і в Англії. Однак оптимальний вигляд нового типу кораблів формувався ще досить тривалий час. Першим броненосним кораблем, побудованим з заліза і з водонепроникними перебірками став англійський броненосець «Воріор», спущений на воду в 1860 році. Одночасно відбувався пошук форм і способів ведення морського бою. Визначилося три основні напрямки боротьби з броненосними кораблями: таранний удар, збільшення потужності артилерії і застосування підводних мін. Таран, який спочатку розглядався як основний тактичний прийом, урешті-решт не виправдав себе. Основна боротьба розгорнулася між артилерією і бронею.
Другий період броненосного кораблебудування, який розпочався після Громадянської війни в США характеризувався створенням крейсерських сил. Бронепалубні крейсери озброювалися швидкострільною артилерією середнього калібру. Поширення мінної війни призвело також до появи нового класу кораблів — міноносців, що в свою чергу змусило озброювати великі кораблі протимінною артилерією, посилювати конструктивний протиторпедний захист. Паралельно відбувалося збільшення тоннажу, озброєності і захищеності броненосців. До кінця XIX століття погляди на нові кораблі поступово устоялися, привівши до виникнення так званих «ескадрених броненосців», важких артилерійських кораблів, пристосованих до ведення артилерійського бою у складі ескадр.

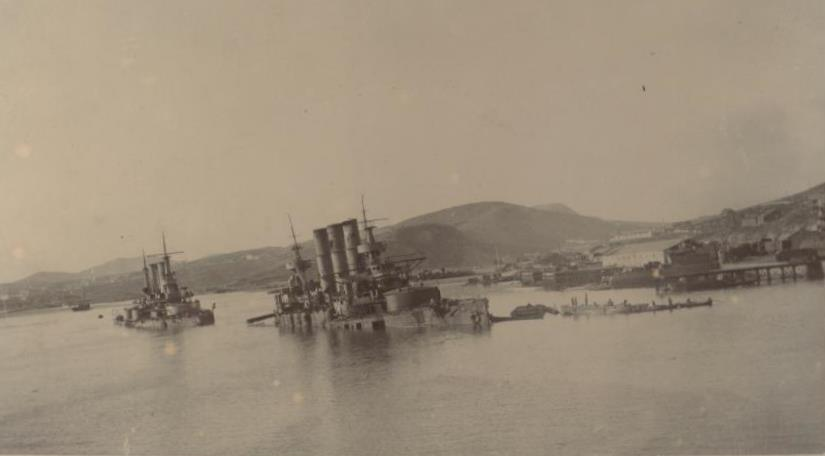
Напівзатоплені броненосці «Полтава» і «Ретвізан». Порт-Артур, 1905 рік

Наприкінці 1890-х років термін «броненосець» поступово вийшов з використання, на заміну йому знову прийшов «лінійний корабель» або «лінкор», що зумовлювалося поверненням до тактики кільватерних колон. Російсько-японська війна остаточно затвердила перевагу в швидкості і далекобійність артилерії як головні переваги в морському бою. Першим кораблем нового типу став англійський лінкор «Дредноут» (англ. Dreadnaught), ім'я якого стало синонімом назви усіх кораблів цього класу. За англійцями дредноути були закладені в Японії, Німеччині, США, а дещо пізніше — у Франції, Італії, Росії.
Зміна характеру ведення війни на початку XX століття призвела до збільшення кількості класів надводних кораблів — з'явилися і набули розвитку монітори, ескадрені міноносці, тральщики, мінні загороджувачі та інші кораблі зі спеціалізованими функціями. З'явився і принципово новий клас бойових кораблів — підводні човни. Вдосконалювалася і структура флоту: ескадри, як з'єднання кораблів різних класів, призначених для виконання завдань, пов'язаних з діями у відкритому морі проти лінійного флоту противника, складалися з з'єднань кораблів одного класу — дивізій і бригад. Фактично відбувався поступовий перехід до флотів різнорідних сил, який остаточно відбувся вже після Першої світової війни.

### Період флотів різнорідних сил
У період Першої світової війни значного розвитку отримали надводні сили флоту. Згідно з тогочасною концепцією застосування флотів, основна увага продовжувала приділятися тактиці артилерійської дуелі броненосних ескадр. Лінійні кораблі будувалися, головним чином, за покращеними довоєнними проектами.

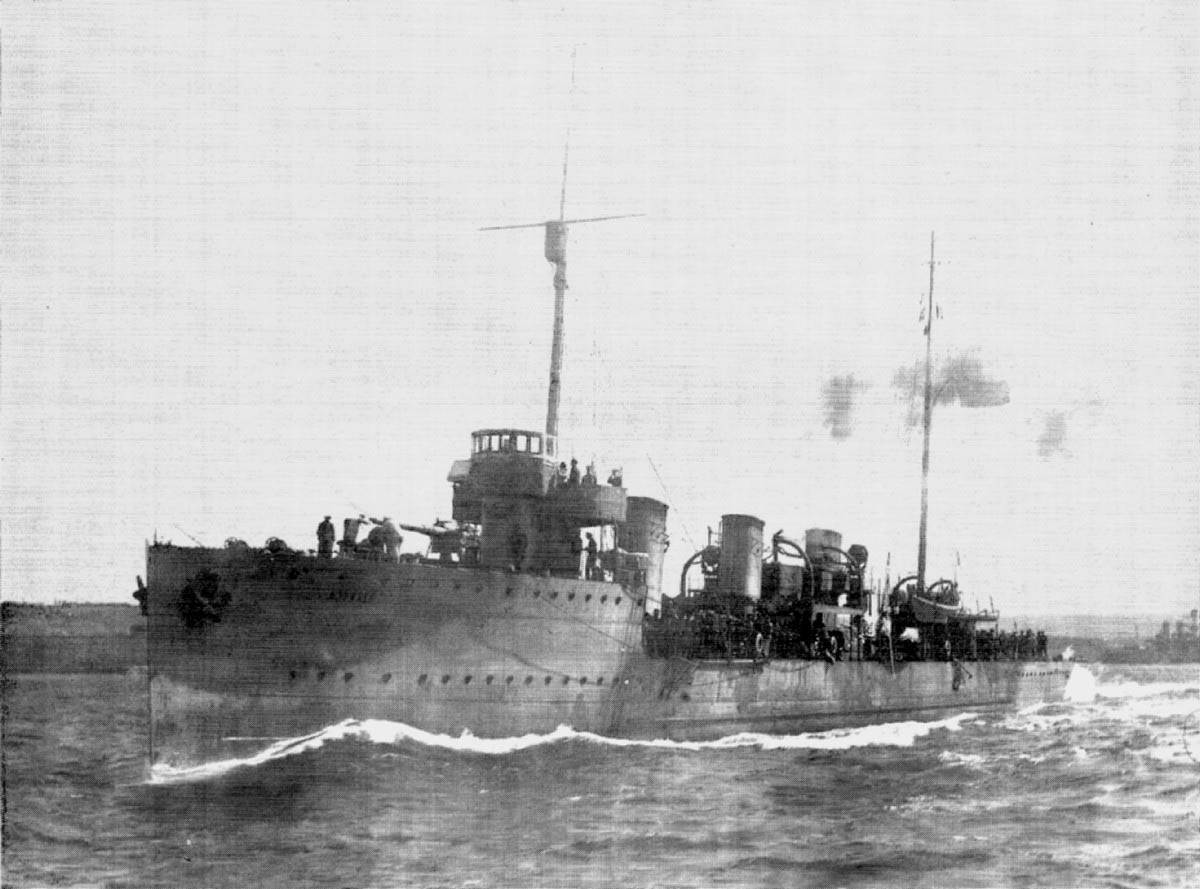
Ескадрений міноносець «Дєрзкій» Чорноморського флоту, приблизно 1916 рік

Іншою крім корабельної артилерії важливою за значенням зброєю флоту була визнана торпеда: це привело до масового будівництва ескадрених міноносців і легких крейсерів з комбінованим артилерійським і торпедним озброєнням. Важлива увага приділялася і будівництву лінійних крейсерів — кораблів близьких за класом до лінкорів, але більш швидкохідних і менше броньованих — вони мали складати авангард головних сил флоту, а в бою виконувати роль маневреного крила. Отримали розвиток і підводні сили і морська авіація, однак вони вважалися другорядними, що обумовлювалося пануванням теорії «морської сили» Мегена, згідно з якою панування на морі досягалося в ході генеральної битви лінійних сил або блокування флоту противника в базах.

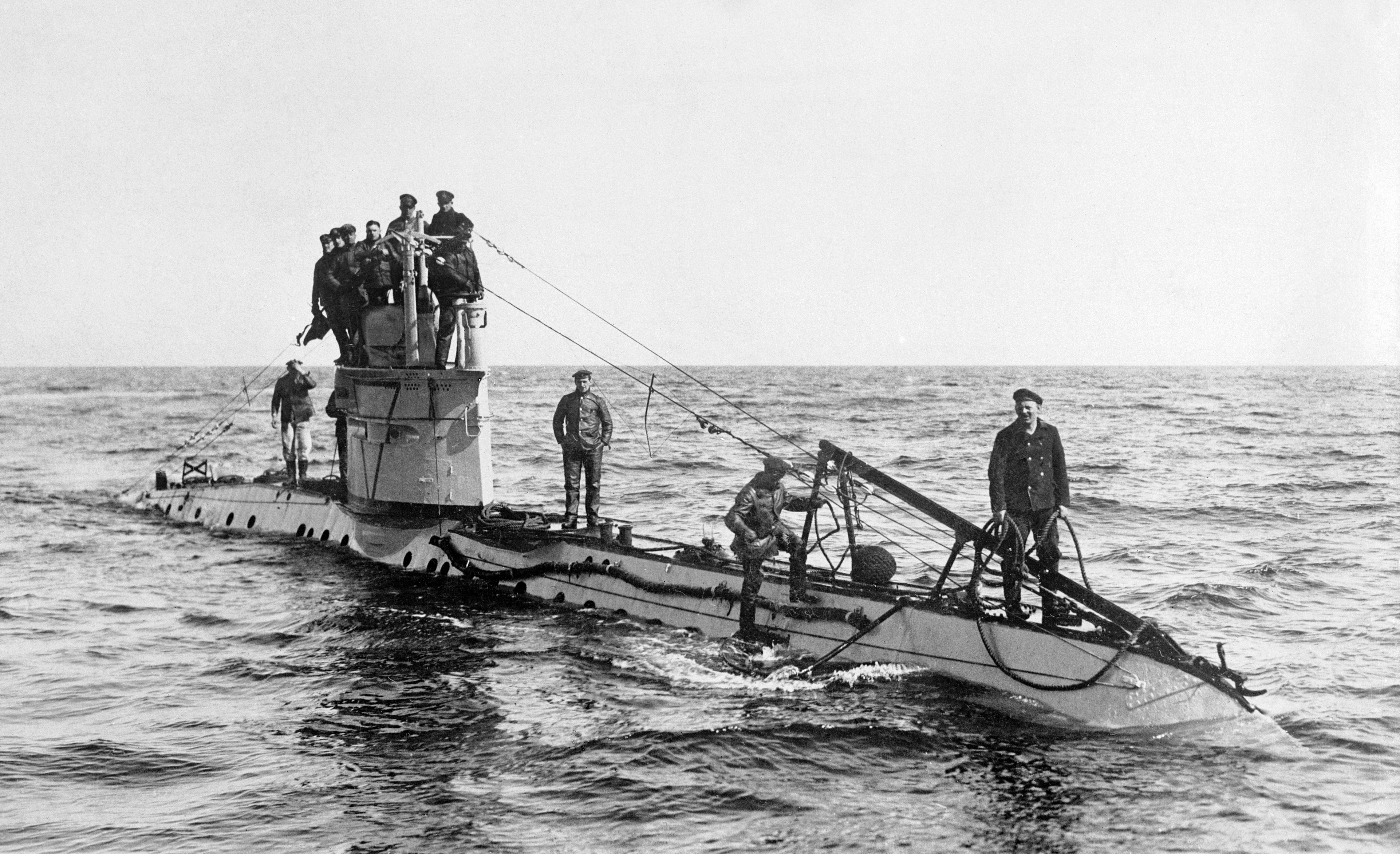
Німецький підводний човен типу UC-1, приблизно 1917 рік

В ході війни, особливо в другій її половині, виявилося, що лінійні сили усіх флотів проявляли пасивність. Тактична маневреність ескадр лінійного флоту різко погіршилася через складність бойових ордерів через мінні і торпедні загрози. Лінійні кораблі не проявили себе як ударна сила флоту. Крейсери, призначені для набігових операцій і тактичної розвідки, вели значно активнішу діяльність на океанських комунікаціях. Значно більше коло завдань виконували і есмінці, які були найчисельнішим класом надводних кораблів. У зв'язку з чисельністю і різноманітністю завдань та в залежності від тоннажу і озброєння їх розділили на три класи міноносці, ескадрені міноносці і лідери есмінців. Есмінці виявилися найбільш універсальними з усіх видів надводних кораблів. Дуже важливу роль у війні відіграли підводні човни, особливо у боротьбі з торговельним судноплавством. Досвід оборони військово-морських баз дав поштовх для розвитку мінних і протимінних сил. В період Першої світової війни з'явився і цілком новий клас надводних кораблів — авіатранспроти і авіаносці.
З врахуванням досвіду Першої світової війни у флотах більшості країн відбулася чітка класифікація надводних кораблів на кораблі з переважно артилерійським озброєнням — лінійні кораблі, бронепалубні крейсери, лінійні крейсери, крейсери, броненосці берегової оборони, монітори, канонерські човни, плавучі батареї; кораблі з переважно торпедним озброєнням — лідери есмінців, ескадрені міноносці, міноносці, торпедні катери; кораблі вузькоспеціального призначення — авіаносці, мінні і мережеві загороджувачі, сторожові кораблі і катери, тральщики, річкові катери; допоміжні кораблі і судна. В міру еволюції однорідного надводного флоту у флот різнорідних сил змінювалися їх тактико-технічні профілі, методи бойового застосування.

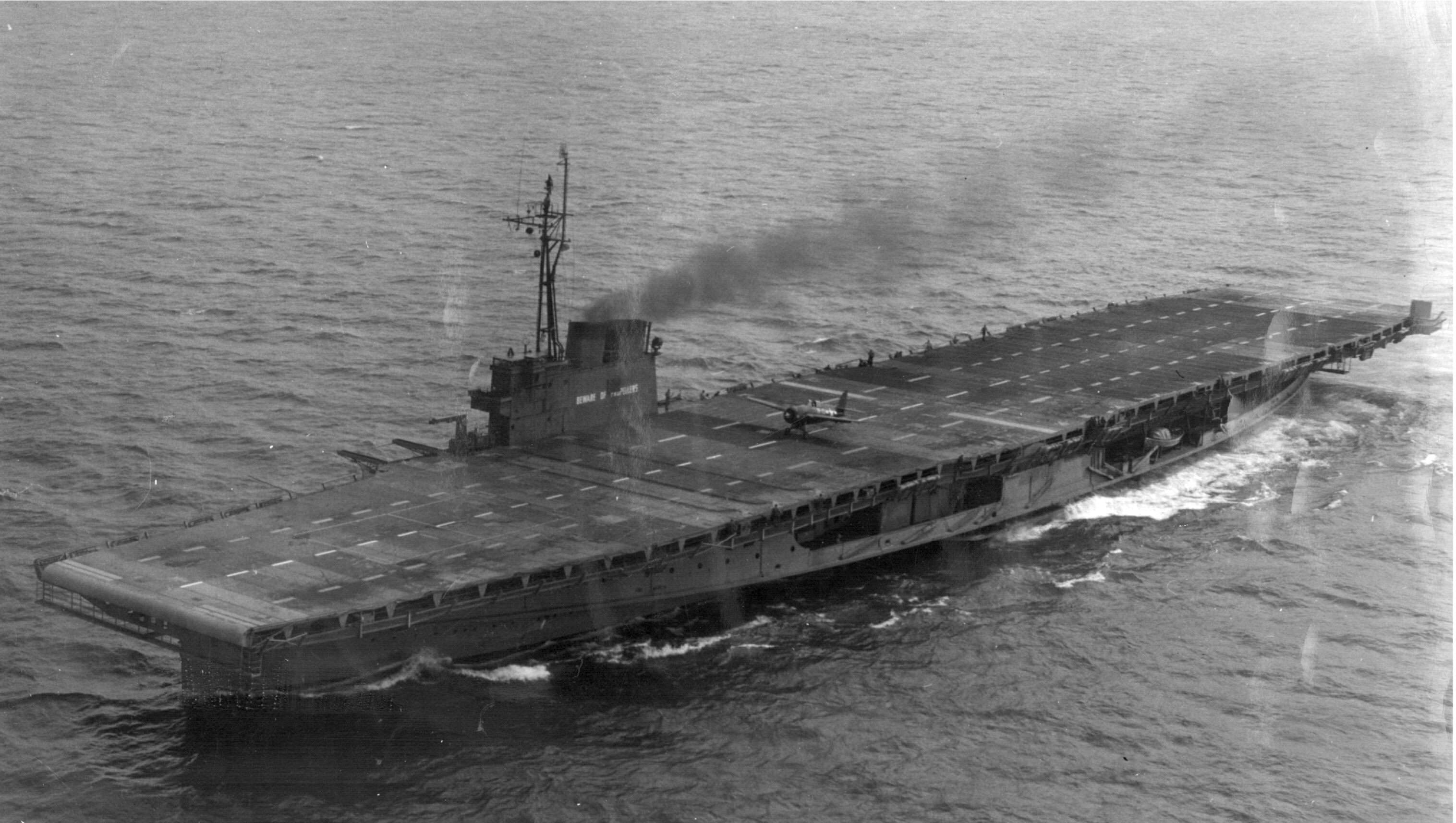
Американський авіаносець USS «Сейбл», 1944 рік

Міжвоєнний період характеризувався бурхливим розвитком корабельної авіації і авіаносних кораблів. В 1930-х роках сформувалося два основні підкласи авіаносців — великі і середні. З вдосконаленням палубної авіації, її озброєння і способів застосування, авіаносці ставали найбільш ефективною і потужною силою в боротьбі на морі. З початком Другої світової війни проявилися величезні оперативно-тактичні можливості авіаносних угруповань, що призвело до їх масового будівництва. В ході війни авіаносні кораблі розділилися на підкласи великих, середніх, легких і ескортних (конвойних) авіаносців. До кінця війни класифікація авіаносців зазнала змін: вони розділялися за оперативно-тактичним призначенням на ударні (ті, що завдають удару по противнику), протичовнові і ескортні. В перші післявоєнні роки останній підклас поступово зник, а частина старих авіаносців була перекласифікована в десантні вертольотоносці.
У той же час, напередодні Другої світової війни лінкори залишалися основною ударною силою флотів. Відбувався процес покращення їх бойових можливостей. Після десятирічної перерви, в другій половині 1930-х років усі великі морські держави розпочали будівництво лінійних кораблів. Нові дредноути відрізнялися збільшеною потужністю артилерії головного калібру, появою на озброєнні літаків і великої кількості малокаліберної артилерії ППО, зникненням мінно-торпедного озброєння, покращенням ходових якостей (що призвело до зникнення класу лінійних крейсерів). Погляди на застосування лінійних кораблів принципово змінилися в ході Другої світової війни — першість перейшла до авіаносців. До кінця 1950-х кораблі цього типу практично вийшли зі складу більшості флотів.

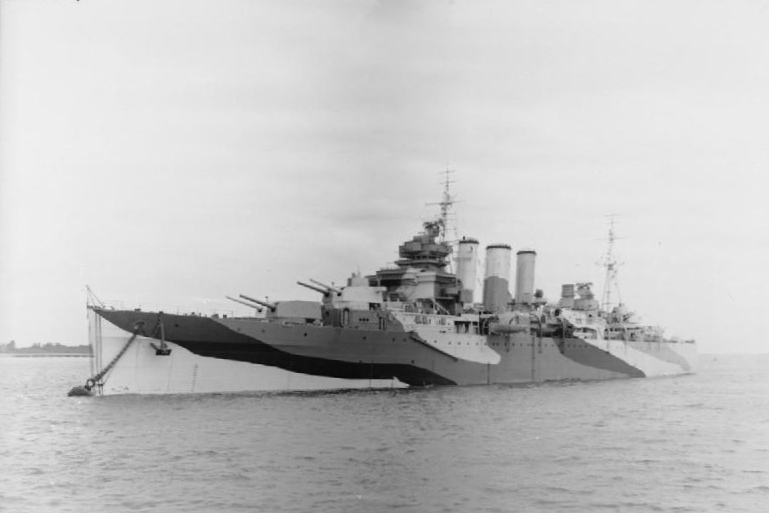
Англійський важкий крейсер HMS «Шропшир», 1943 рік

Разом з важкими лінкорами низка країн будувала їх полегшений варіант, який отримав назву «кишенькові лінкори» або важкі крейсери. Підтвердилася доцільність поділу крейсерів на два підкласи — важкі і легкі. Задачами крейсерів залишалися ведення боротьби на морських комунікаціях, безпосереднє бойове і розвідувальне забезпечення корабельних з'єднань, ведення самостійних операцій на другорядних напрямках. Масове будівництво легких крейсерів здійснювали усі країни крім США і Німеччини. В період Другої світової війни розвиток крейсерів полягав у вдосконаленні їх озброєння, механізмів і обладнання. Кораблі оснащувалися радіолокаційними станціями, засобами радіозв'язку, посилювалося їх зенітне озброєння. Наприкінці 50-х кораблі цього типу почали озброювати ЗРК, вертольотами, сучасними радіоелектронними засобами. В деяких країнах розпочали будівництво ракетних крейсерів.
Найбільш універсальними і масовими кораблями періоду розвитку різнорідних флотів залишалися ескадрені міноносці. Відбувалися взаємопов'язані процеси універсалізації есмінців, збільшення їх тоннажу, швидкості і маневреності. Одночасно відбувався поділ лідерів і есмінців на торпедно-артилерійські і артилерійсько-торпедні. Останні мали замінити легкі крейсери, особливо на обмежених ТВД. У воєнний період найбільшого розвитку набули ескортні есмінці. В перші післявоєнні роки ескадрені міноносці почали озброюватися сучаснішим протичовновим озброєнням, ЗРК, РЕЗ, швидкострільною артилерією, що перетворило їх на універсальні кораблі, призначені виконувати в першу чергу завдання протичовнової і протиповітряної оборони.

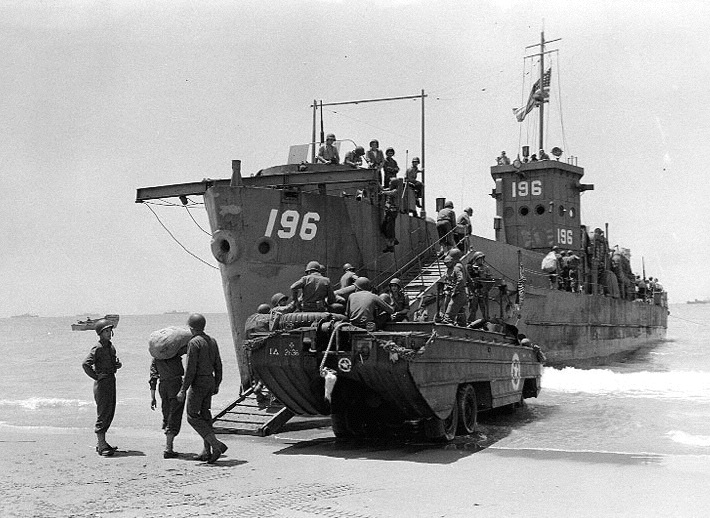
Американський десантний корабель класу LCI, 1943 рік

У період Другої світової війни значного розвитку отримали малі сили флотів: фрегати, корвети, мисливці за підводними човнами, сторожові кораблі і катери. Ці кораблі використовувалися для протичовнової оборони, несення патрульної служби, забезпечення висадки морських десантів тощо. Найбільш універсальними виявилися ескортні міноносці, фрегати і корвети. Значного розвитку набули торпедні катери. Крім торпедних катерів будувалися монітори, канонерські човни, артилерійські катери, бронекатери, тральщики, десантні кораблі і висадкові засоби. Попри те, що до Другої світової війни підводні сили вважалися допоміжним родом ВМС, у передвоєнний період і, особливо, в роки війни здійснювався активний розвиток і масоване будівництво підводних човнів. До середини Другої світової основна увага приділялася збільшенню дальності їх плавання, здатності ефективно боротися з засобами повітряного нападу, надводним маневреним якостям. Надалі розвиток підводних човні йшов шляхом покращення підводних маневрених якостей, підводної дальності плавання, зниженню шумності. Одночасно відбувався процес класифікації ПЧ: виділилися підтипи крейсерських, великих, середніх і малих підводних човнів.
У зв'язку з бурхливим розвитком з середини 1950-х років нових видів озброєння, зокрема ракетно-ядерного, докорінно змінилися погляди військових теоретиків на роль і структуру флоту.

### Період ракетно-ядерних флотів

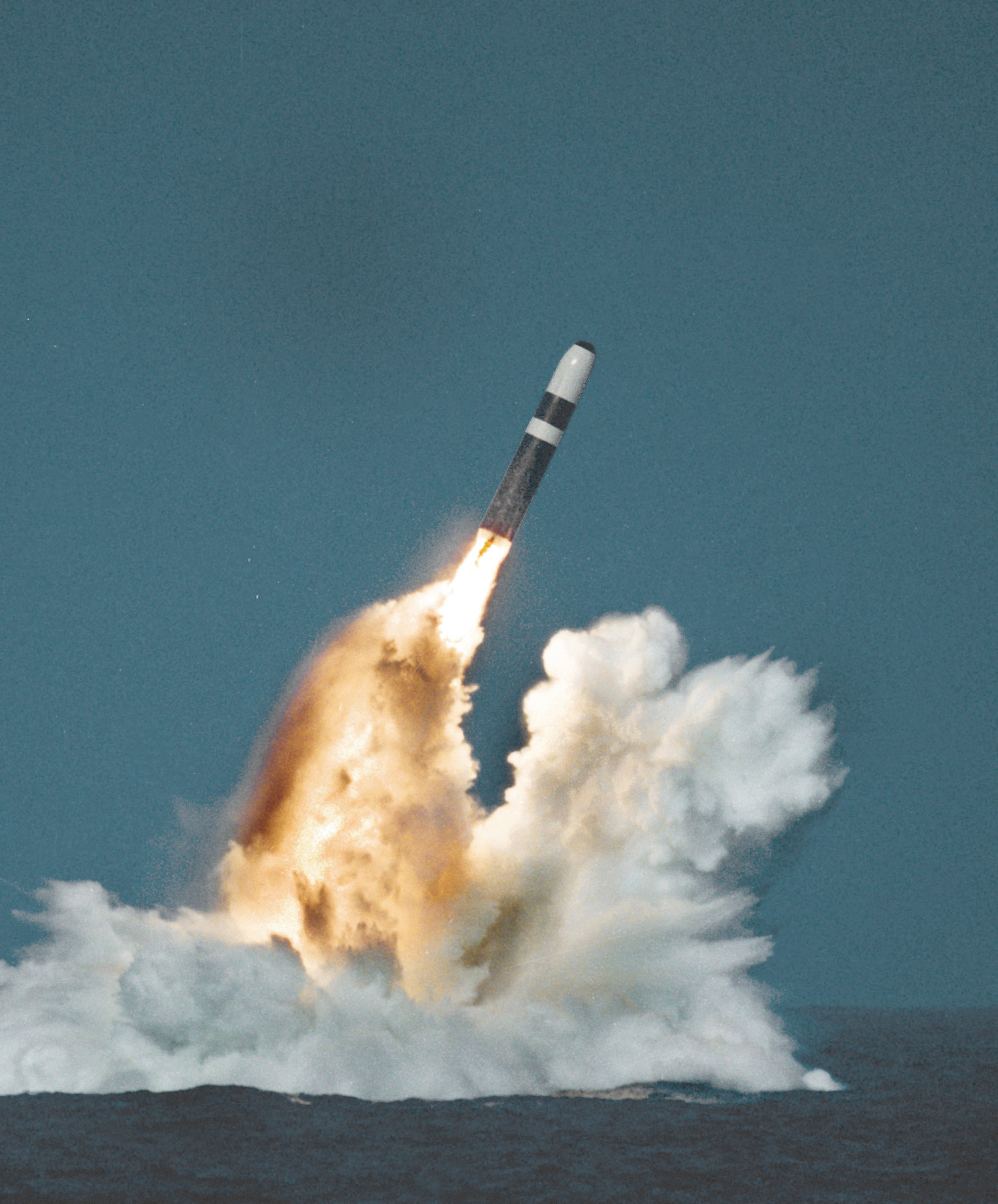
Запуск БРПЧ «Трайдент II» з підводного човна

З появою на озброєнні армій світу балістичних ракет з ядерними боєголовками стратегічне значення флотів посилилося: Світовий океан став маневреним стартовим майданчиком для запуску МБР, спрямованих на важливі об'єкти в глибині території противника. Здатність військово-морських сил виконувати стратегічні завдання по ядерному стримуванню стала визначним фактором розвитку флотів. Головну роль при цьому стали відігравати підводні човни — носії балістичних ракет. Одночасно зросла роль і надводних кораблів, які забезпечують бойову діяльність ракетних підводних човнів і протидіють підводним ракетоносцям противника. Поява на озброєнні тактичної ядерної і керованої реактивної зброї дозволила вести боротьбу з більш могутнім противником у всіх морях і океанах.
У 1950-х роках головним засобом доставки ядерної зброї була авіація, внаслідок чого в цей період особлива увага приділялася розвитку авіаносної авіації і ударних авіаносців, які стали основою ударних сил флотів розвинених країн. Зокрема в США зменшення чисельності авіаносців було компенсоване значним підвищенням їх тактичних якостей, переозброєнням на реактивну палубну авіацію. Скорочення чисельності авіаносців призвело в свою чергу до зменшення в складі флотів лінійних кораблів, артилерійських крейсерів, а також есмінців, фрегатів і сторожових кораблів. В 1960-х роках з появою на озброєнні атомних ракетних підводних човнів з балістичними ракетами флоти стали видом збройних сил, здатним здійснювати безпосередній вплив на хід ядерної війни. Ударні авіаносці зводяться в з'єднання — АУГ, які діють в усіх районах Світового океану, мають потужну протичовнову, протикорабельну і протиповітряну оборону, яка сягає декількох сотень кілометрів. Авіаносці сили залишаються і головним елементом ВМС загального призначення, основним ударним засобом флоту в локальних війнах і високопідготовленим резервом стратегічних ядерних сил в ядерній війні.

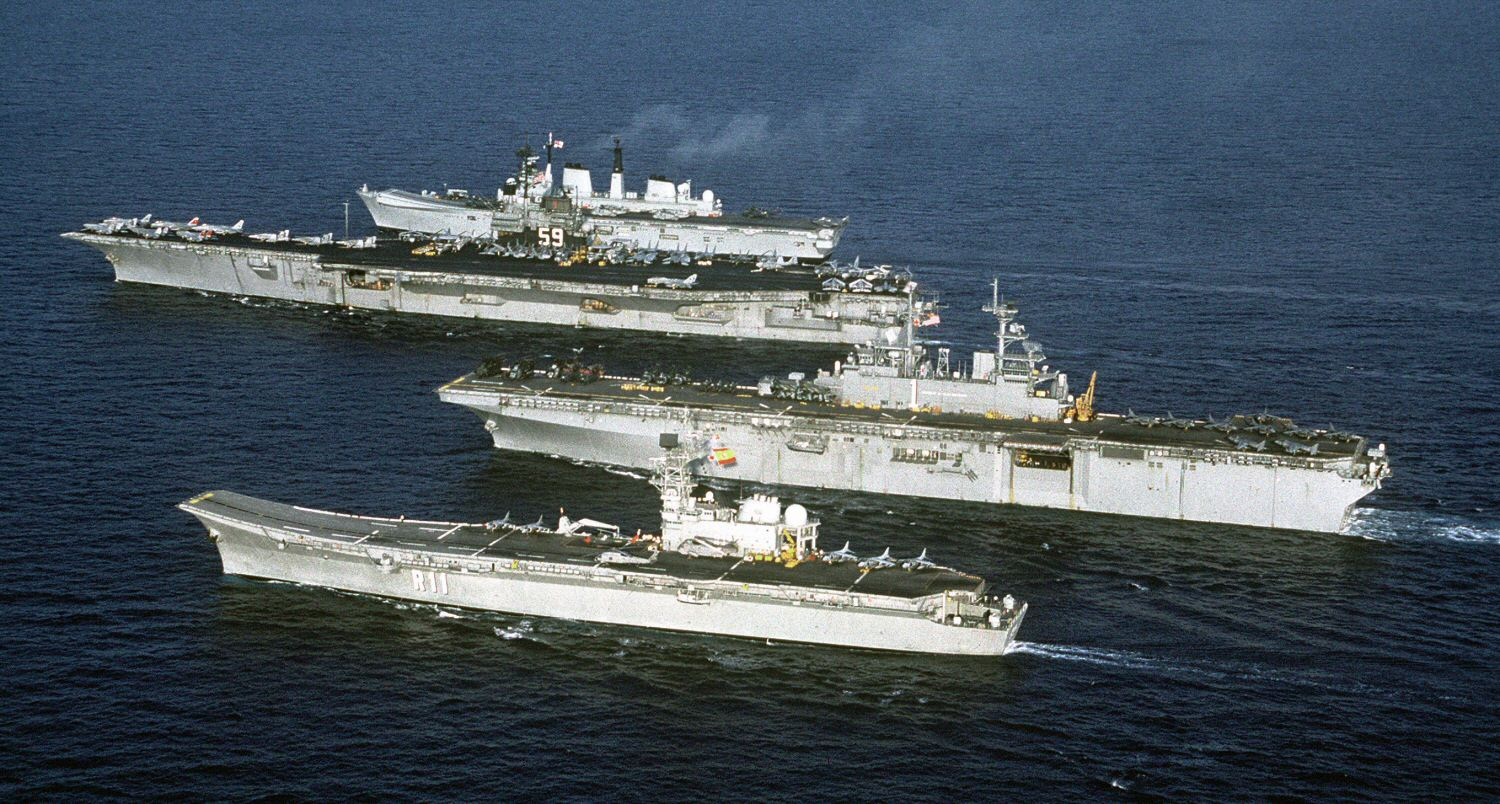
Іспанський авіаносець «Принсіп де Астуріас», УДК USS «Восп» і авіаносець USS «Форрестол» ВМС США та англійський авіаносець HMS «Інвінсебл», 1991 рік

З 1970-х років в США, Великій Британії, Франції та Італії на заміну ударних і протичовнових авіаносців приходять багатоцільові атомні авіаносці. Для забезпечення бойових дій атомних авіаносців здійснювалося і здійснюється будівництво багатофункціональних кораблів класів крейсер, есмінець, фрегат і корвет, оснащених керованою ракетною зброєю (КРЗ) у тому числі — атомних. В стратегічних ядерних силах основний розвиток отримали атомні підводні човни з балістичними ракетами — ПЧАРБ, протичовнові сили — багатоцільові атомні підводні човни — ПЧА. Для країн, які не мають власних ядерних сил важливим залишалося будівництво дизель-електричних підводних човнів — ДЕПЧ.
Важливе місце в формуванні конфігурації сучасних флотів відіграла поява на їх озброєнні вертольотів — багатофункціональних засобів ураження і бойового забезпечення. Особливо це вплинуло на розвиток протичовнових, а потім і амфібійних сил: на озброєнні з'явилися протичовнові, десантні вертольотоносці, десантні вертольотоносні кораблі-доки. На кінець XX століття основу амфібійних сил склали універсальні десантні кораблі, які поєднували можливості десантних вертольотоносців і кораблів-доків.
ВМФ СРСР у період ракетно-ядерних флотів еволюціонував дещо у відмінному від флотів інших розвинених держав напрямку. Це було обумовлене тим, що в період бурхливого розвитку авіаносних сил основну ставку в СРСР було зроблено на підводні ракетоносці як стратегічну ядерну складову. Боротьбу з авіаносними угрупованнями планувалося здійснювати з ударами крилатих ракет з кораблів-носіїв КРМБ: ракетних крейсерів (у тому числі атомних) в океанській зоні і ракетних катерів в ближній морській зоні. Перші аналоги авіаносців — важкі авіаносні крейсери з'явилися в ВМФ СРСР лише в 1970-х роках. Не відбулося в ВМФ СРСР і уніфікації кораблів основних класів. До кінця XX століття радянські кораблі розділялися на протичовнові: протичовнові крейсери, великі і малі протичовнові кораблі, ескортні — есмінці і сторожові кораблі, та ударні — ракетні крейсери, малі ракетні кораблі і ракетні катери. З розвитком протичовнового і ударного озброєння кораблі радянських проектів наблизилися по універсальності до кораблів інших розвинутих країн.

## Класифікація сучасних бойових кораблів і допоміжних суден

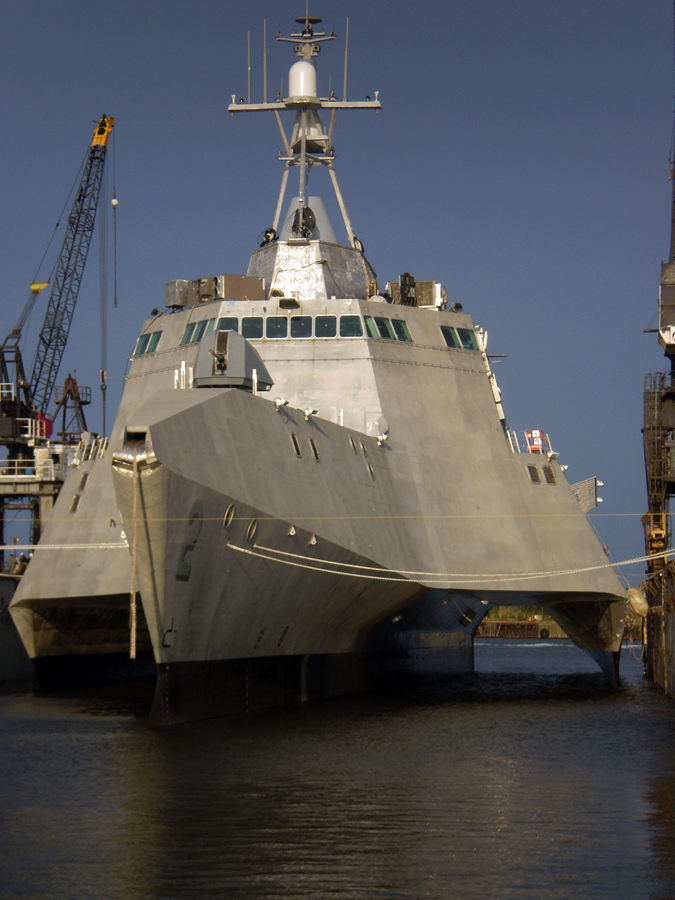
Корабель прибережної зони USS «Індепенденс» ВМС США — сучасний багатофункціональний тримаран з дизель-газотурбінною енергетичною установкою

В залежності від призначення, озброєння і тактико-технічних елементів, бойові кораблі і судна допоміжного флоту діляться на класи: клас кораблів складають кораблі з однаковим бойовим призначенням та основним озброєнням. В межах класів, з урахуванням дальності плавання, тоннажу або спеціалізації, — на підкласи. Тип (проект) складають кораблі одного підкласу, які мають одні тактико-технічні характеристики, відрізняються від інших кораблів класу (підкласу) корабельною архітектурою, конструктивними деталями і технічною оснащеністю.
Детальніше див.: Класифікація сучасних бойових кораблів і допоміжних суден.
Кораблі також класифікуються:
за озброєнням та призначенням
- авіаносні кораблі — як головне озброєння мають літаки і вертольоти,
- артилерійські кораблі — як головне озброєння ствольна артилерія,
- десантні кораблі — призначені для перевезення військової техніки і особового складу,
- мінно-тральні кораблі — призначені для протимінної оборони,
- ракетні кораблі — як головне озброєння мають керовану ракетну зброю,
- сторожові кораблі — призначені для несення дозорної служби, ПЧО, ППО і ПКО корабельних з'єднань і конвоїв,
- кораблі спеціального призначення (штабні, розвідувальні, навчальні тощо) та інші.

за районом плавання
- океанської, дальньої морської зони, прибережного плавання,
- внутрішнього (річкові) та змішаного плавання.

за способом руху
- водовитискальні,
- підводні,
- з динамічними принципами підтримки
(на підводних крилах, на повітряній подушці, глісери тощо).

за типом головного двигуна
- з атомною енергетичною установкою;
- з газотурбінною енергетичною установкою;
- з дизельною енергетичною установкою;
- з комбінованою енергетичною установкою (схеми CODOG, CODAG, COGAG, COGOG та ін.);
- з електричними установками, які отримують енергію від турбіни (перспективні).

за архітектурно-конструктивним типом і кількістю гребних валів
Одно- і двокорпусні, одно- і багатопалубні, одновальні, двовальні тощо.
В ряді флотів з метою визначення старшинства командирів кораблі також діляться на ранги. У ВМС ЗС України існує чотири ранги кораблів. Вищий — перший.

## Тенденції розвитку бойових кораблів

### Підводні човни

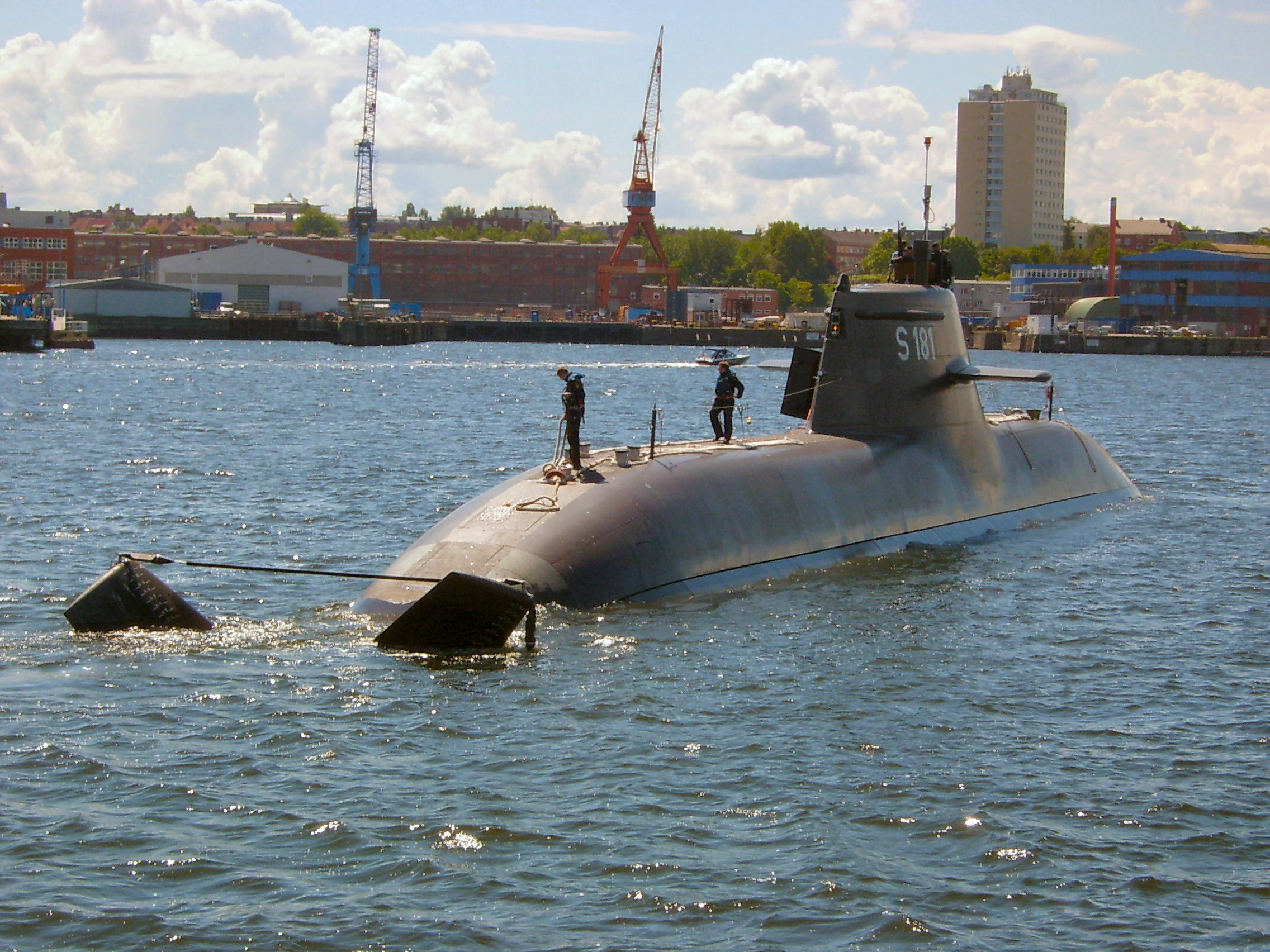
Німецький підводний човен типу 212 з анаеробною енергетичною установкою

Сучасні підводні човни являють собою кораблі, оснащені різноманітною зброєю і здатні здійснювати тривалі підводні плавання. Однак за останні 20 років різко зросла вартість їх будівництва і експлуатації, що значно обмежило серійність їх будівництва. Наразі підводні човни складають близько 4,3 % від всього корабельного складу світового флоту. Незважаючи на певне зниження ролі підводних човнів в стратегіях провідних держав світу, вони, зокрема завдяки зосередженню на ПЧАРБ значної кількості міжконтинентальних балістичних ракет зберігають за собою провідні позиції з точки зору завдань, що вирішуються. Це стосується, в першу чергу, ВМС США, Великої Британії, Франції, Росії та Китаю.
Окрім атомних підводних човнів, що стоять на озброєнні ВМС деяких провідних країн світу, останнім часом активно іде розвиток неатомних підводних човнів. НАПЧ характеризуються значно нижчою собівартістю в порівнянні з ПЧА, що дозволяє будувати їх менш багатим країнам. Крім того, НАПЧ переважають атомні човни за таким важливим критерієм як акустична скритність. Створення неатомних підводних човнів з повітрянонезалежними енергетичними установками надає значні переваги. Вважається, що саме такий тип підводних човнів стане основою підводних сил неядерних держав в близькому майбутньому.

### Авіаносні кораблі

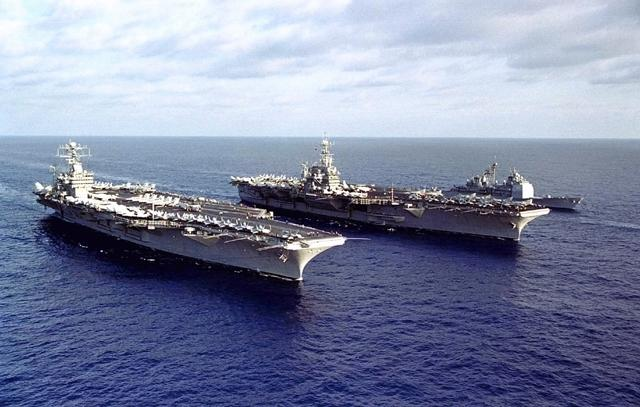
АВМА USS «Німіц» (CVN-68) і АВМ USS «Індепенденс» (CV-62) ВМС США в морі

Морські стратегії провідних держав світу, які ґрунтуються на геополітичних реаліях XXI століття, призвели до зміни способів і прийомів ведення морської війни та організації сил флотів. Це пов'язане зі створенням в США, а також у Великій Британії, Франції, Італії, Німеччині та ряді інших країн сил швидкого розгортання, ядром яких стали авіаносці і універсальні десантні кораблі. У зв'язку з цим, однією з основних тенденцій розвитку флотів є новий етап їх «авіанізації». На думку фахівців, в XXI столітті авіаносці повернуть собі роль «станового хребта» ВМС великих держав. Що характерно, буде збільшуватися кількість держав, на озброєнні яких матимуться авіаносці. Ці кораблі будуватимуться у Великій Британії, Франції, Німеччині, Індії, Японії і Китаї.
Важливою особливістю сучасних авіаносців є їх зближення з універсальними десантними кораблями. Ряд експертів вважає, що в більшості ВМС місце АВЛ можуть зайняти УДК з розвиненим авіаційним озброєнням або десантні вертольотоносці. Будівництво важких атомних авіаносців, скоріше за все, буде здійснюватися тільки в США.

### Бойові кораблі основних класів
Внаслідок припинення глобального протистояння і переорієнтації флотів на участь, головним чином, в локальних конфліктах і війнах, роль універсальних бойових кораблів основних класів суттєво зросла. Важливою тенденцією в розвитку надводних кораблів на початку XXI століття стала відмова від будівництва спеціалізованих (ПЧО, ППО тощо) та перехід до будівництва тільки багатоцільових кораблів, здатних вирішувати весь спектр завдань — ударних, протичовнових і протиповітряних — одночасно.

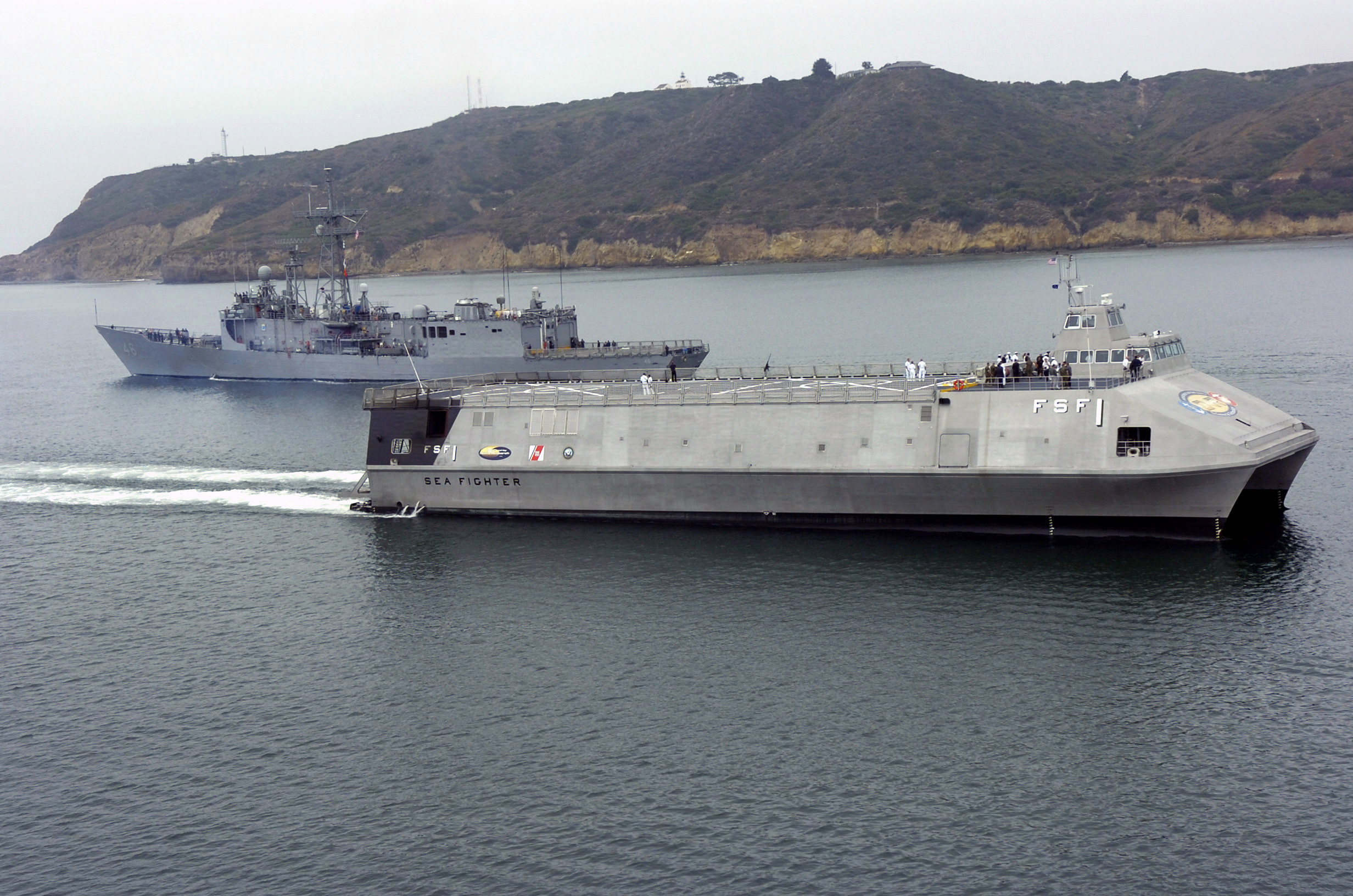
На передньому плані корабель літоральної зони ВМС США «Сі Файтер», позаду — фрегат USS «Рентц» типу «О. Х. Перрі»

Поступово відбувається відмова від кораблів класу крейсер. В залежності від завдань національних ВМС і економічних можливостей країн основні зусилля спрямовуються на будівництво кораблів класів ескадрений міноносець, фрегат, корвет. При чому, за бойовими можливостями сучасні есмінці наближаються до крейсерів, фрегати — до есмінців, корвети — до фрегатів. Обмежене розповсюдження отримали бойові катери, зокрема ракетні і торпедні. Ширше розповсюдження отримали патрульні катери. Проявляється тенденція до створення багатоцільових катерів, побудованих за модульним принципом, на яких в залежності від завдань може швидко змінюватися комплекс озброєння (концепція «бойової платформи»).
Визначною в розвитку надводних кораблів усе більше стає їх орієнтація на ведення бойових дій проти берега. Крім того, зростання загроз морського тероризму, піратства, наркотрафіку вимагає створення нових видів озброєння ефективних проти зазначених загроз. У зв'язку з цим все більшого розповсюдження отримують так звані кораблі літоральної зони — легкі і середні універсальні бойові кораблі, призначені для ведення бойових дій в прибережних водах.

### Десантні (амфібійні) кораблі

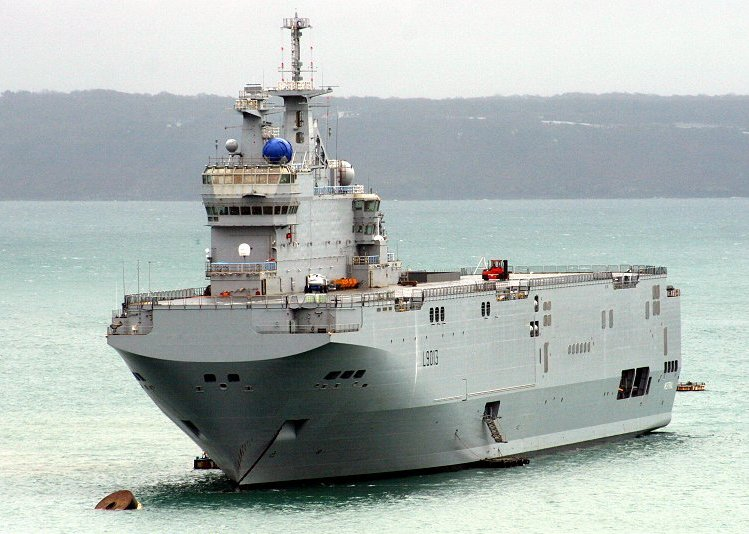
УДК «Містраль» ВМС Франції

Військово-морська діяльність в XXI столітті, в першу чергу в локальних конфліктах, характеризується проведенням повітряно-наземно-морської операції в прибережних районах. Для амфібійних сил при цьому визначальним стало проведення «заобрійної» десантної операції, основою якої стало «вертикальне охоплення», а головними засобами доставки десанту — транспортно-десантні вертольоти. Все це привело до зростання ролі десантних кораблів з авіаційним озброєнням — УДК, ДВН, ДВКД та зниженню ролі десантних кораблів, які не мають на озброєнні штатного групового базування вертольотів і конвертопланів.
Таким чином, до найперспективніших десантних кораблів слід віднести універсальні десантні кораблі і десантні вертольотоносні кораблі-доки, виробництво танкодесантних кораблів з прямою висадкою буде обмеженим. Змін в конструкції десантних катерів тоннажем до 500 тон не прогнозується.

### Мінно-тральні кораблі
Зі зростанням якісного рівня мінного озброєння традиційне тралення класичними мінно-тральними кораблями стає малоефективним. Серед кораблів протимінної оборони на початку XXI століття перспективи розвитку зберігають тільки тральщик-шукачі мін — кораблі обладнані автоматичними підводними апаратами, призначеними для пошуку і знищення мін спереду по курсу корабля. Перспективним вважається також застосування телекерованих самохідних тралів і проривачів мінних загороджень.

## Назви апаратів, історично пов'язані з поняттям «корабель»

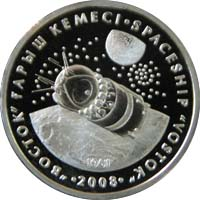
50 тенге Республіки Казахстан «Космічний корабель „Восток“»

Історично склалося, що слово «корабель» мають в своїй назві деякі види кораблів, які на перший погляд аж ніяк не можна назвати кораблями. Зокрема, часто-густо повітряними кораблями називають повітроплавальні або авіаційні літальні апарати. Космічні кораблі — це пілотовані космічні апарати і орбітальні станції.
Цікава історія виникнення поняття «космічний корабель»: очевидці згадують, що назва «космічний корабель» народилося в день старту першого корабля-супутника типу «Восток» 1-КП. В СРСР було прийнято складати комюніке про космічні пуски. Готували текст конструктори, а коректували текст цензори і чиновники з апарату ЦК КПРС. Так було і того разу. Комюніке склали Сергій Павлович Корольов, Мстислав Всеволодович Келдиш, Олександр Юлійович Ішлінський і Лев Архипович Гришин. Хто з них запропонував назвати супутник «космічним кораблем» невідомо. Але широковідома фраза Корольова: «А чому б і ні? Є морські, є річкові, є повітряні, тепер з'являться космічні кораблі!».

## Корабель у міфології і культурі

### Корабель у культових традиціях стародавніх народів
У культових традиціях багатьох народів світу вода символізує кругообіг «народження — життя — смерть». Паралельно вона несе у собі уособлення «потойбіччя». В міфах багатьох народів корабель — засіб мандрування між світом людей, світом богів і померлих пращурів.

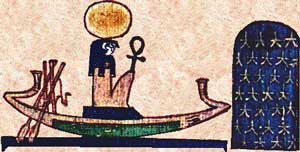
Єгипетський бог сонця Ра на «сонячному кораблі»

Характерно, що головний бог стародавніх єгиптян — бог сонця, творець світу Ра, являється людям на «кораблі сонця», який щодня прямує зі сходу на захід. Таким чином «корабель сонця» виступав як об'єднавчий символ між світом богів і світом людей. Врешті-решт єгипетські фараони відправлялися в інший світ на поховальних човнах — разом з ними в поховальну камеру відправлялися два кораблі: один — Манждет, на якому він разом з богом сонця мандрував небосхилом вдень, інший — Месектет, на якому вночі перетинали підземне царство.
Одна з найдавніших культур на Землі — індійська. Золотий корабель бога сонця і родючості Пушана лине небесним океаном, а Пушан спостерігає з нього за тим, що діється у світі. У ведійській міфології на стовесельному кораблі гасають небом божественні близнята Ашвіни, які уособлюють сутінки — світанкові та вечірні. За день ці близнята, пов'язані із солярними божествами, об'їжджають всесвіт і проганяють темряву.

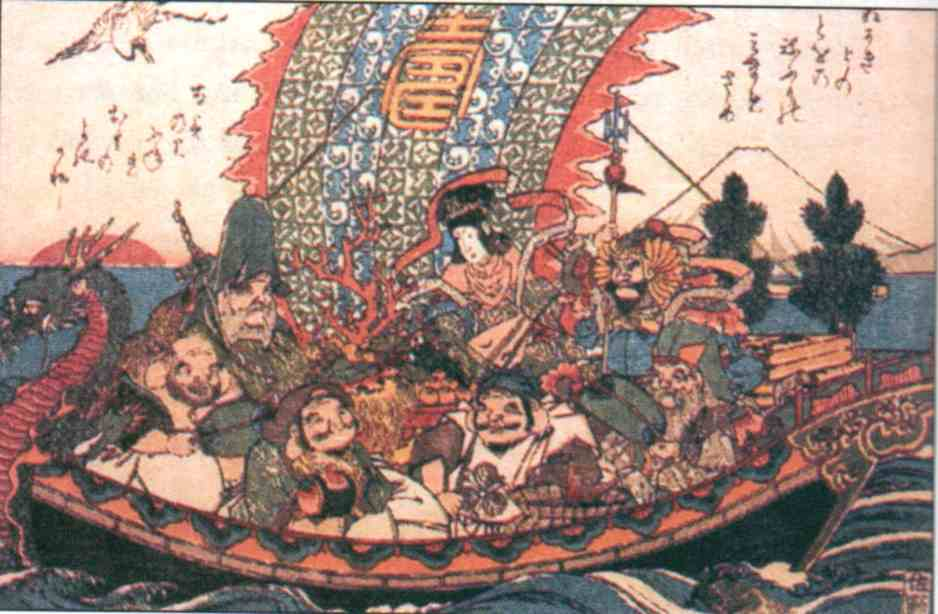
Японські Сім богів щастя на «кораблі скарбів»

За посередництвом символу-корабля передається й поняття щасливого життєвого шляху. Сім богів щастя японської міфології, які сприяють довголіттю й достаткові людей у їхньому земному житті, зображуються на «кораблі скарбів» такарабуне. За стародавньою легендою перед самим Новим роком в японський порт приходить корабель такарабуне і з нього сходять сім богів. Цей корабель, якщо виконати на початку року певні обряди, наділятиме людину всілякими благами впродовж цілого року. Такарабуне, згідно з міфами, перевозить небіжчиків в інший, кращий світ, який міститься десь далеко за морем.
Дуже часто вода відмежовувала світ людей від світу предків у світогляді народів, чия життєдіяльність пов'язана (чи була пов'язана у пращурів) з водою: рибалок, мисливців на морських тварин, острів'ян. У цьому випадку зазвичай країна предків (потойбіччя) уявлялося за (або посеред) моря. У цьому контексті роль корабля (човна) у достатньо віддалених народів — наприклад, стародавніх скандинавів і народностей Океанії близькі як у соціальному значенні, так і в світоглядному.

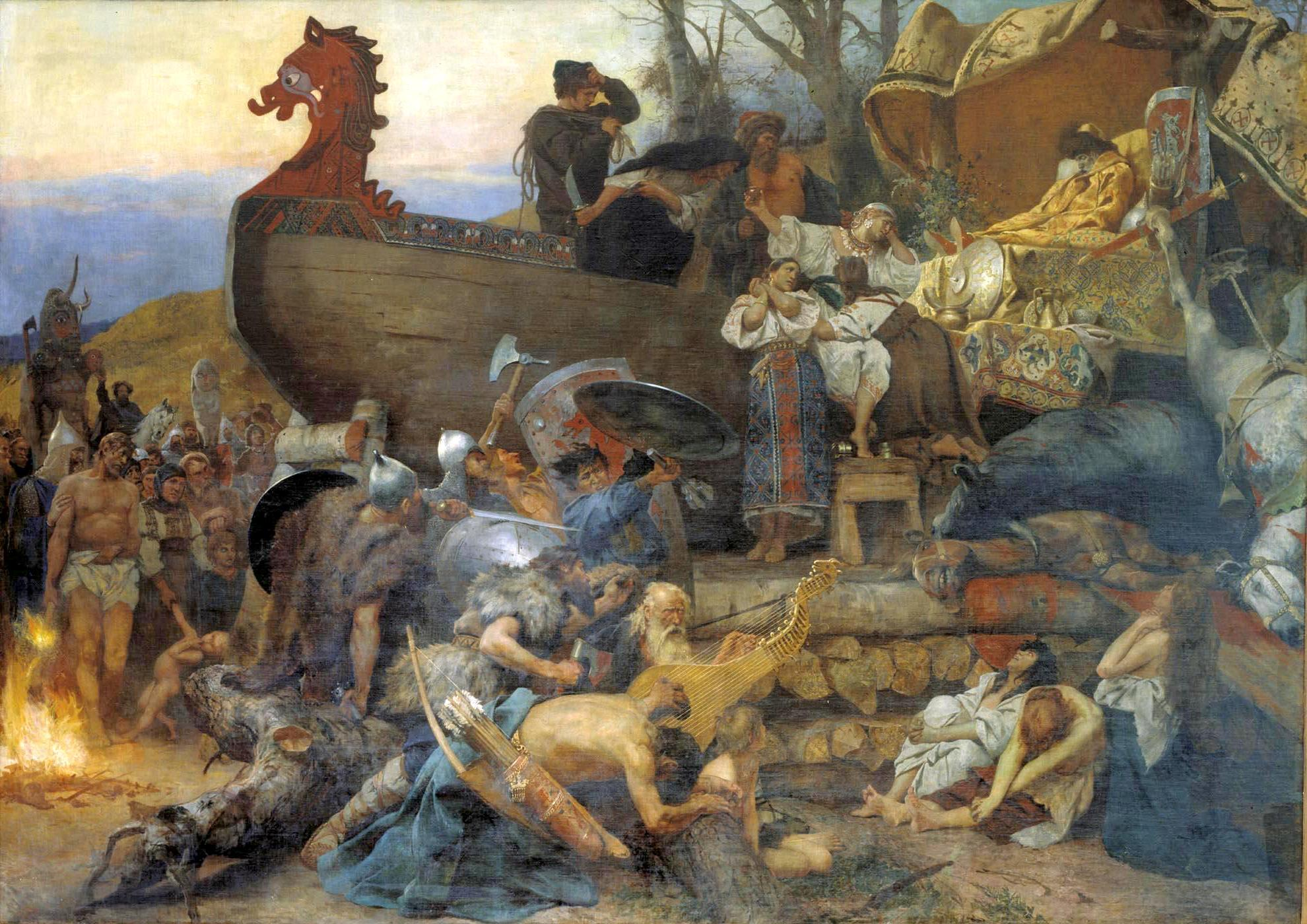
Похорони знатного руса. Картина Г. Семирадського

Давньоскандинавській еддичній традиції властиве ціле коло «корабельної символіки». Скандинавські саги розповідають про поховання видатних конунгів у морі на охоплених полум'ям кораблях. Поховання у кораблях чи могилах, виконаних у їх формі відомі у Південній Скандинавії з бронзової доби, а в Данії в Х'йортспрінгу в похованні періоду ранньої залізної доби було знайдено навіть цілий човен. У стародавніх варягів, а за ними й у русів фіксуються поховання в кораблях. Човен у похованні характеризував соціальний статус померлих: для поховання вождя — великий корабель, невеликі човни — для простих воїнів.
Існує і хтонічний аспект корабля в еддичній традиції. Це Наґльфар — корабель зроблений цілком із нігтів мерців. Під час битва в кінці світу — Рагнарок, коли боги зійдуться із силами зла в останній битві зі своїми одвічними ворогами монстрами та гігантами наґльфар буде звільнено із земляного полону потопом, та на ньому велетень Химір поведе свою армію йотунів до поля бою.
Існує припущення, що германо-скандинавські міфи про корабель мерців стали основою більш пізніх (XVII–XIX ст.) легенд про «Летючого голландця» (нід. De Vliegende Hollander, англ. The Flying Dutchman) — корабель-примару, населений мерцями (за іншою інтерпретацією — взагалі без екіпажу), зустріч з яким віщує біду.

### Біблійний образ корабля в християнстві

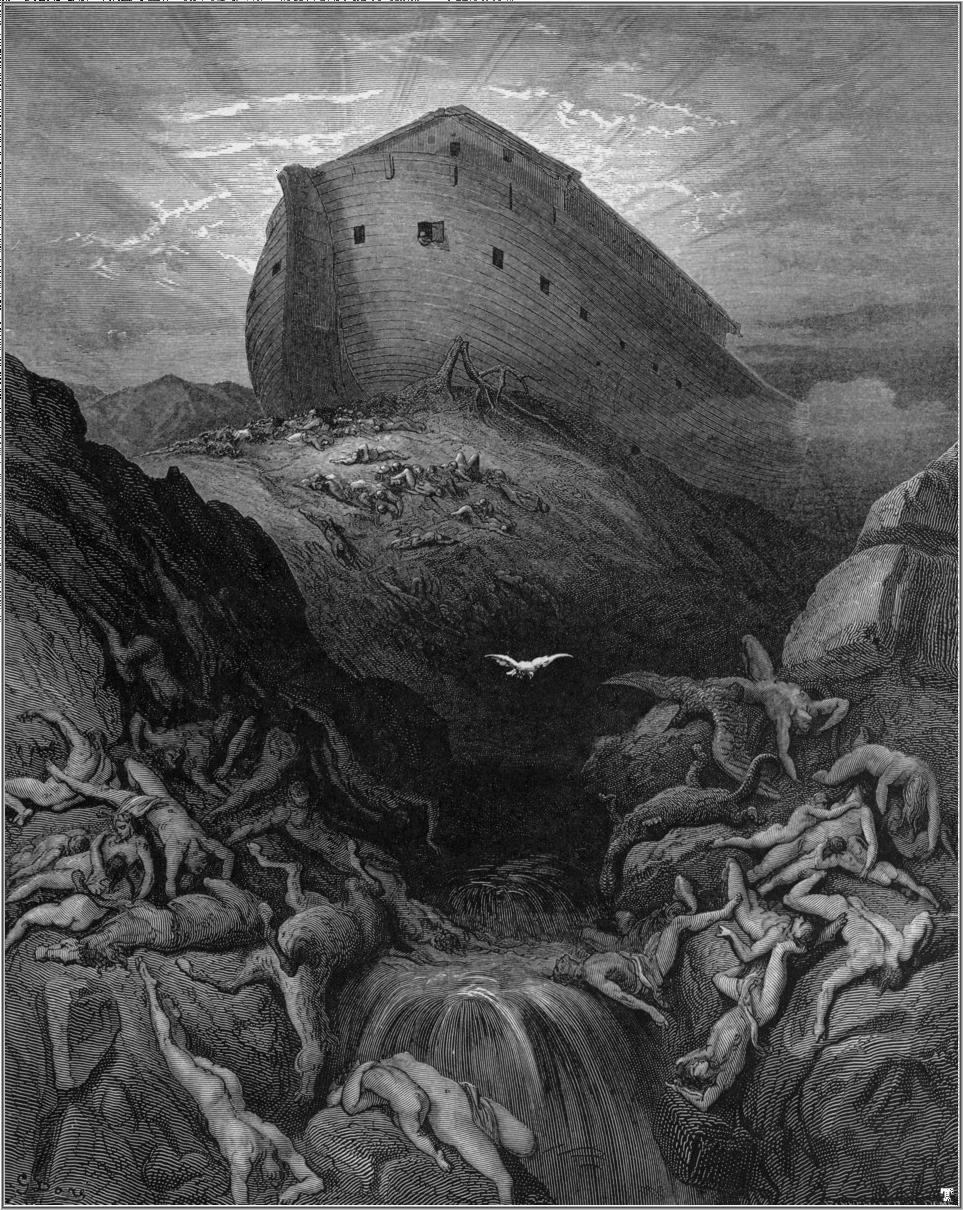
Ноїв ковчег. Ілюстрація Гюстава Доре

Величезне значення мав корабель під час всесвітнього потопу — сюжету, який присутній у багатьох міфологіях світу та Біблії. Так, на ковчезі врятувався серед вод біблійний Ной зі своєю родиною та з різними тваринами і птахами. В аккадській міфології, коли бог Енліль наслав потоп на створених богинею-матір'ю Мамі людей, урятувався тільки герой Атрахасіс зі своїми близькими. Він, за порадою Ейї збудував велетенський «човен, що зберігає життя», посадив у нього членів своєї родини, челядь, зерно, забрав усе своє майно, а також тварин, які «траву їдять». За давньоіндійською міфологією, першопредок Ману врятувався від потопу також на кораблі. Якось під час ритуального омовіння йому до рук випадково потрапила рибка. Вона попросила, щоб Ману виростив її, а за це вона врятує його від потопу, який гряде. Ману виростив рибину, випустив її в море й, за її порадою, спорядив корабель. Під час потопу Ману прив'язав рятівний корабель до рога отієї, вже величезної, рибини, й вона вивела його до гори.
Корабель — це також символ душі, яку веде Церква по хвилях житейського моря. Чимало українських легенд розповідають про бурю на морі, під час якої корабель із людьми от-от мусив би потонути. Але молитва святого Миколая рятує всіх від загибелі. У думі «Про Олексія Поповича, чоловіка Божого» йдеться про таку бурю і про молитву Олексія, котрий усвідомив, що ця буря наслана через нього, адже він не шанував своїх батьків. Попович щиро кається, і буря вщухає.
Характерно, що сама будівля християнського храму теж тлумачиться як корабель. В давнину стіни церков розписували християнськими символами. Корабель був символом церкви, якір — символом спасіння, вінок — символом мучеництва, голуб — символом Святого Духа, а фенікс — символом вічного життя.

### Світова культура: «корабель дурнів»— образ суспільства

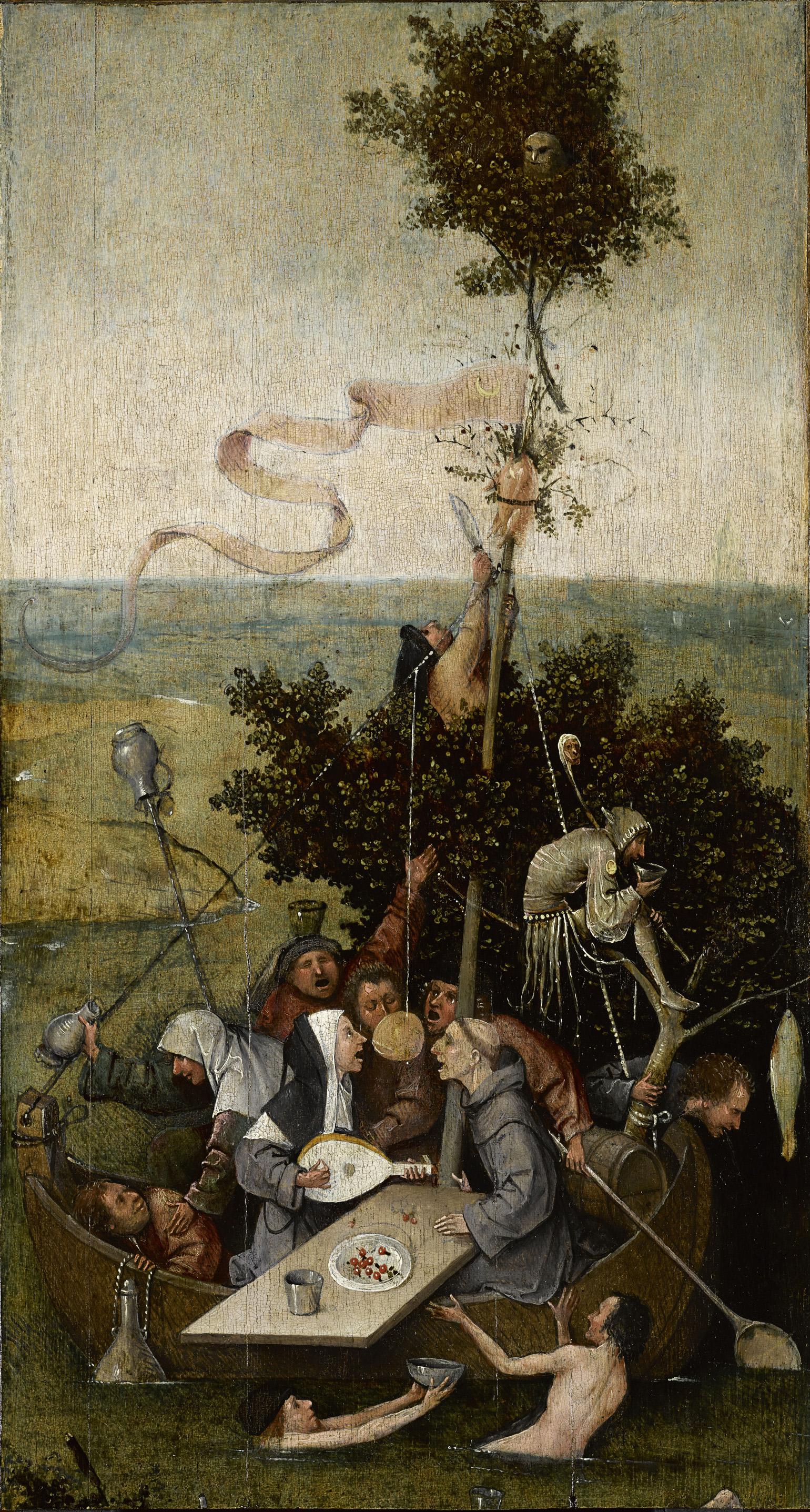
Корабель дурнів. Картина Ієронімуса Босха

В 1494 році німецький сатирик Себастіан Брант написав поему «Корабель дурнів» (нім. Narrenschiff, оригінальна назва у XV столітті — «Daß Narrenschyff ad Narragoniam»), в якій зло висміював зрадництво й свавілля князів, лицарський розбій, розпусту духівництва, владу грошей. Кораблем, населеним і керованим дурнями і божевільними, в поемі представляється все людство. Книга довгий час користувалася величезною популярністю завдяки здоровому глузду, прямоті і дотепності. А 1500 року нідерландський живописець Ієронімус Босх за її мотивами намалював всесвітньо відому однойменну алегоричну картину.
Образ суспільства — «корабля дурнів» не втратив своєї актуальності і в XX столітті. У 1962 році вийшов у світ роман «Корабель дурнів» (англ. Ship of Fools) американської письменниці Кетрін Енн Портер. Що цікаво, російський переклад книги, зроблений у 1976 році Норою Галь (перекладачка «Маленького принца»), побачив світ тільки перед розпадом СРСР у 1989 році. Роман ліг в основу однойменного фільму, знятого в 1965 році Стенлі Крамером. Герої роману і його екранізації — пасажири корабля — люди різних національностей, представники різних верств суспільства, відправляються в далеку подорож через океан на гігантському лайнері «Віра». Вони намагаються втекти від колишнього життя, ховаючись за надіями, що після завершення подорожі всі проблеми вирішаться самі собою. У зіткненнях і переживаннях героїв проглядається алегоричне зображення людського суспільства, в якому далеко не кожен в кінці свого шляху зможе отримати те, заради чого вирушав у плавання.

### Корабель в українській народній творчості
В українській міфології корабель — це й символічна модель світобудови, тобто всесвіту, й символ добробуту, й засіб мандрування між світами.

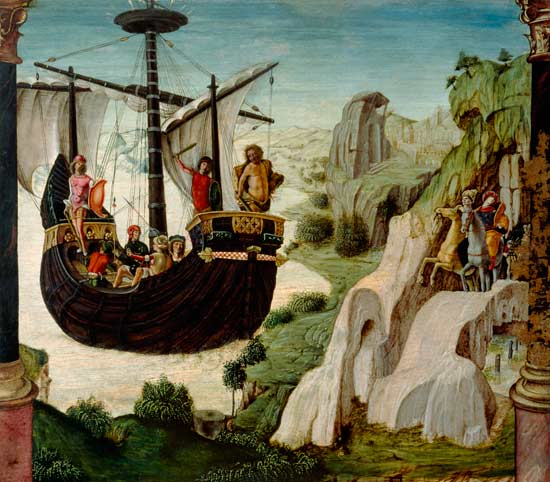
Летючий корабель — міфічний «Арго». Картина Лоренцо Коста

У казці «Летючий корабель» цар видав указ: за того, хто збудує такого корабля, щоб літав, — віддасть дочку. Третій, «дурний» син діда й баби теж захотів спробувати свого щастя. Дорогою до царського дому зустрів діда, «як молоко, білого», з яким поділився хлібом. Дід навчив доброго парубка, як зробити корабель: «Ну, слухай, сину, йди ж тепер ти в ліс та підійди до дерева, та й удар сокирою в дерево, а сам мерщій падай ниць і лежи, аж поки тебе хто не розбудить. Тоді, — каже, — тобі корабель збудується, а ти сідай на нього та лети, куди тобі треба. Тільки по дорозі бери, кого б там не стрів». Коли «дурень» прокинувся — очам своїм не повірив: стоїть корабель; сам золотий, щогли срібні, а вітрила шовкові так і понадимались — тільки летіти. От він, не довго думавши, сів на корабель, той корабель знявся та й полетів. Як полетів та й полетів нижче неба, вище землі — й оком не зглянеш! І по дорозі стрівати було кого: Слухало, Скороход, Стрілець, Об'їдайло, Обпивайло, Морозько та чоловік, який розкидає дрова, а з них робиться військо. Всі вони стали в пригоді хлопцеві, який хотів одружитися з царівною.
Детальніше про корабель благополуччя можна дізнатися з російської колядки, у якій мовиться про таких собі Василя Тимофійовича й Василину Іванівну, між яких котиться «перестень золотий — кріпка думонька». Вони думали-гадали й чорного хорта в чисте поле пускали, ясного сокола в піднебесся пускали, черлен-корабель у синє море пускали:
|  | Чорний хорт біжить — лисоньку несе. Лисоньку несе на теплу шубоньку. Ясен сокіл летить — лебідку несе. Лебідку несе на славний банкет. Черлен-корабель пливе — велике добро везе. На життя, на буття, на багатство! |

В українській колядці «Ой зійду, зійду на круту гору» корабель уособлює весь всесвіт:
|  | Ой зійду, зійду на круту гору. Ой бачу, бачу в морі корабля. В тому кораблі троє оконців. Перве оконце — ясноє сонце. Друге оконце — ясен місячик, Третє оконце — дрібна зіронька, Дрібна зіронька — Галя дівонька. |

В українських колядках на кораблі посеред моря відбуваються дивовижно значущі події: збирається рада мудреців; дівчина шиє братові чудесну весільну сорочку, на якій зорі й місяць, райські пташки, тури й олені (у день братового весілля вони будуть світити, співати й гуляти). Такий казковий корабель плаває морем — всезнаючим водним простором, який існує справіку. Море, «велика вода» — це й міфічний Дунай. У колядці мовиться про сокола, який сидить на вершечку високого дерева й бачить дуже далеко, аж «до краю Дунаю». Там пливуть кораблі, в кораблях — самі панове, які обговорюють ситуацію, що складається серед людства і є знаком наближення погибелі світу. Вони раду радять первовічную:
|  | Що не так тепер, як стародавно, Похилилося, посмутилося. Що син на вітця руку здіймає, Донька матері не послухалась. Що брат на брата меч витягає, Сестра на сестру чарів шукає. Ой уся правда тепер пропала, Правда пропала, кривда постала... |

У ліричній пісні над морем, по якому плавають кораблі, стоять дві подруги, одна, гірко плачучи, просить іншу: «Помири мене із милим». А друга каже, мовляв, дорога подружко, як я буду вас мирить: «Як сама на нього гляну — в мене серденько болить».

### Галерея (живопис,філателія,нумізматика)
Образ корабля в картинах мариністів (вибрані зразки творів мистецтва)
Кораблі у філателії (вибрані зразки)
Зображення кораблів на монетах (вибрані зразки)